# Okres Baktalórántháza
Okres Baktalórántháza (maďarsky Baktalórántházai járás) je jedním z třinácti okresů maďarské župy Szabolcs-Szatmár-Bereg. Jeho centrem je město Baktalórántháza.

## Sídla
V okrese se nachází celkem 12 měst a obcí.
Města
- Baktalórántháza

Městyse
- Levelek

Obce
- Besenyőd
- Laskod
- Magy
- Nyíribrony
- Nyírjákó
- Nyírkércs
- Ófehértó
- Petneháza
- Ramocsaháza
- Rohod